# Cordia scabrifolia
Cordia scabrifolia är en strävbladig växtart som beskrevs av A. Dc.. Cordia scabrifolia ingår i släktet Cordia, och familjen strävbladiga växter. Inga underarter finns listade i Catalogue of Life.